# Hasbara
Hasbara, ook wel eufemistisch aangeduid als publieksdiplomatie of publieke diplomatie van Israël, is een door de
Israëlische regering gevoerde systematische en geïnstitutionaliseerde strategie om de buitenlandse publieke opinie over Israël positief te beïnvloeden. De staat maakt daarbij gebruik van pro-Israëlische organisaties en individuen, zoals influencers.
Het bewust gebruik van propaganda onder de term 'hasbara' dateert al van voor de oprichting van de staat Israël en was met name bedoeld om de stichting van een joodse staat te rechtvaardigen.

## Naamgeving
Onder vroege zionisten was het gebruikelijk om communicatieve inspanningen als propaganda te bestempelen. Theodor Herzl gebruikte de term op het 3de Zionistische Congres in 1899, waar hij mede-Zionisten in het publiek vroeg "zich op propaganda toe te leggen". In die tijd werd de term "propaganda" als neutraal beschouwd. Sedert halverwege de 20e eeuw, en vooral na de Nazipropaganda werd de term pejoratief, en gebruikt door critici die pro-Israëlische communicatie afschilderen als “misleidend” en “manipulatief”.
De benaming hasbara werd formeel in het Zionistische vocabulaire geïntroduceerd door Nahum Sokolow, van 1931 tot 1935 voorzitter van de Zionistische Wereldorganisatie. Hasbara (Hebreeuws: הַסְבָּרָה) is moeilijk te vertalen, maar betekent ruwweg "uitleggen".
Sedert de jaren ‘60 labelen Israëlische woordvoerders hun communicatie meestal als publieksdiplomatie, niet als hasbara, wat wijst op een verschuiving in strategie. Een focus op louter "uitleggen" wordt als te passief-defensief beschouwd, vandaar de voorkeur om meer proactief de agenda te bepalen, als onderdeel van een integrale, strategische langetermijnaanpak. Ook wordt gevreesd dat “hasbara” een bijklank van “propaganda” heeft.

## Methodes
Publieksdiplomatie is een communicatieve strategie die "acties probeert uit te leggen, of ze nu gerechtvaardigd zijn of niet". Het “uitleggen” in hasbara wordt dan een "reactieve en door gebeurtenissen gestuurde aanpak" genoemd.
Israëlische propaganda is systematisch en geïnstitutionaliseerd, waarbij de samenleving als geheel wordt gemobiliseerd. De staat is daarbij direct betrokken en coördineert acties om een positief imago te creëren. Zowel de Israëlische overheid als pro-Israëlische organisaties en individuen worden daarbij onder meer ingezet. Er worden bijvoorbeeld influencers ingezet en gebruikgemaakt van nepaccounts op sociale media. Daardoor is het lastig te herkennen of iets hasbara is.
De Israëlische regering besteedt jaarlijks ettelijke miljoenen aan staatspropaganda. Vanwege de drastisch afgenomen internationale steun door de Gaza-oorlog van 2023-2025, heeft de regering 150 miljoen dollar (ruim 137 miljoen euro) extra in de staatsbegroting voor 2025 opgenomen.

## Organisatie
Verschillende takken van de Israëlische overheid en pro-Israëlische maatschappelijke organisaties doen aan publieksdiplomatie, en onder meer:
- Het Ministerie van Buitenlandse Zaken heeft ook een Public Diplomacy Directorate met verschillende divisies, waaronder media en public affairs, culturele zaken en wetenschappelijke samenwerking, en digitale diplomatie.
- Het Israëlisch defensieleger (IDF) speelt een belangrijke rol in de publieksdiplomatie van de Israëlische regering. Het IDF heeft een uitgebreide staf met meer dan 400 medewerkers, en hun Engelse Facebook-pagina is een van de meest gevolgde legerpagina's wereldwijd. Binnen het IDF is de COGAT-eenheid (Coordination of Government Activities in the Territories) verantwoordelijk voor samenwerking met de Palestijnse Autoriteit, met een eigen woordvoerdersunit en socialemediakanalen in het Engels en Arabisch.
- Binnen de diensten van de Israëlische premier zijn de Government Press Office (GPO), de Public Diplomacy Directorate en de National Information Directorate betrokken bij de publieksdiplomatie.
- Pro-Israëlische maatschappelijke organisaties ondersteunen de Israëlische publieksdiplomatie, vooral dan in de Verenigde Staten, met verenigingen als StandWithUs, het American Israel Public Affairs Committee (AIPAC), The Washington Institute for Near East Policy (WINEP), de Anti-Defamation League (ADL), Christians United for Israel (CUFI), AMCHA, de Israel on Campus Coalition en anderen.
- In 2001 werd met de steun van het Israëlische Ministerie van Buitenlandse Zaken de Hasbara Fellowships opgericht, een organisatie die – vooral Amerikaanse – studentenleiders naar Israël brengt en hen opleidt tot effectieve pro-Israël activisten op universiteitscampussen.[4]
- In 2010 lanceerde het Israëlische Ministerie van Informatie en Diaspora Affairs de PR-campagne "Masbirim Israel" om burgers aan te moedigen de internationale perceptie van Israël te verbeteren door met hun contacten in het buitenland over het land te praten.[5]